# Selecció femenina de futbol d'Ucraïna
La selecció femenina de futbol d'Ucraïna representa a l'Ucraïna a les competicions futbolístiques femenines de seleccions nacionals. Ocupa la 23ª posició al Ranking FIFA i l'Eurocopa 2009, on va caure a la primera fase, és fins ara la seua única aparició a una fase final.

## Actual plantilla
Convocatòria de setembre de 2016 per a l'Eurocopa 2017. Les banderes representen la lliga on juga la jugadora.
| Porteres | Porteres        | Defenses | Defenses          | Centrecampistes | Centrecampistes    | Davanteres | Davanteres          |
| -------- | --------------- | -------- | ----------------- | --------------- | ------------------ | ---------- | ------------------- |
| 01       | Iryna Zvarich   | 02       | Olga Basanska     | 03              | Veronika Andrujiv  | 07         | Yana Kalinina       |
| 23       | Kateryna Samson | 04       | Anastasia Filenko | 08              | Olga Boichenko     | 10         | Irina Kochnieva     |
|          |                 | 05       | Mariana Ivanishin | 09              | Vera Djatel        | 16         | Olga Ovdiychuk      |
|          |                 | 18       | Irina Vasiliuk    | 15              | Iya Andruschak     | 17         | Darina Apanaschenko |
|          |                 | 22       | Daria Kravets     | 19              | Jristina Yeromenko | 20         | Tatiana Kozirenko   |
|          |                 |          |                   | 21              | Tamila Jimich      |            |                     |

## Històric
| Primer partit                       | Ucraïna 0-2 Rússia (29/08/1993)  |                                       |
| Majors victòries                    | Ucraïna 8-0 Belarús (02/08/2014) |                                       |
| Majors derrotes                     | Brasil 7-0 Ucraïna (14/01/1996)  | Estats Units 7-0 Ucraïna (10/07/2005) |
| Millor resultat al Mundial          |                                  |                                       |
| Millor resultat als Jocs Olímpics   |                                  |                                       |
| Millor resultat a l'Eurocopa        | Primera Fase (2009)              |                                       |
| Millor posició al Ranking FIFA      | 16è (2008)                       |                                       |
| Pitjor posició al Ranking FIFA      | 24è (2013)                       |                                       |
| Jogadora amb més internacionalitats | Ludmila Pekur (55)               |                                       |
| Jogadora amb més gols               | Darina Apanaschenko (27)         |                                       |

| JOCS OLÍMPICS | JOCS OLÍMPICS  | JOCS OLÍMPICS | JOCS OLÍMPICS    | JOCS OLÍMPICS    | JOCS OLÍMPICS   | JOCS OLÍMPICS | JOCS OLÍMPICS  | JOCS OLÍMPICS | JOCS OLÍMPICS |
| Edició        | Classificació  | Classificació | Fase final       | Fase final       | Fase final      | Fase final    | Fase final     |               |               |
| Edició        |                |               | Setzens de final | Vuitens de final | Quarts de final | Semifinals    | Final / Bronze |               |               |
| ------------- | -------------- | ------------- | ---------------- | ---------------- | --------------- | ------------- | -------------- | ------------- | ------------- |
| 1996          | Mundial 1995   |               |                  |                  |                 |               |                |               |               |
| 2000          | Mundial 1999   |               |                  |                  |                 |               |                |               |               |
| 2004          | Mundial 2003   |               |                  |                  |                 |               |                |               |               |
| 2008          | Mundial 2007   |               |                  |                  |                 |               |                |               |               |
| 2012          | Mundial 2011   |               |                  |                  |                 |               |                |               |               |
| 2016          | Mundial 2015   |               |                  |                  |                 |               |                |               |               |
| MUNDIAL       |                |               |                  |                  |                 |               |                |               |               |
| Edició        | Classificació  | Classificació | Fase final       | Fase final       | Fase final      | Fase final    | Fase final     |               |               |
| Edició        | Fase regular   | Play-offs     | Setzens de final | Vuitens de final | Quarts de final | Semifinals    | Final / Bronze |               |               |
| 1991          | Eurocopa 1991  |               |                  |                  |                 |               |                |               |               |
| 1995          | Eurocopa 1995  |               |                  |                  |                 |               |                |               |               |
| 1999          | Islàndia ¹     | Alemanya      |                  |                  |                 |               |                |               |               |
| 2003          | França ¹       |               |                  |                  |                 |               |                |               |               |
| 2007          | Noruega ¹      |               |                  |                  |                 |               |                |               |               |
| 2011          | Polònia ¹      | Itàlia        |                  |                  |                 |               |                |               |               |
| 2015          | Gal·les ¹      | Itàlia        |                  |                  |                 |               |                |               |               |
| EUROCOPA      |                |               |                  |                  |                 |               |                |               |               |
| Edició        | Classificació  | Classificació | Fase final       | Fase final       | Fase final      | Fase final    | Fase final     |               |               |
| Edició        | Fase regular   | Play-offs     | Setzens de final | Vuitens de final | Quarts de final | Semifinals    | Final / Bronze |               |               |
| 1984          |                |               |                  |                  |                 |               |                |               |               |
| 1987          |                |               |                  |                  |                 |               |                |               |               |
| 1989          |                |               |                  |                  |                 |               |                |               |               |
| 1991          |                |               |                  |                  |                 |               |                |               |               |
| 1993          |                |               |                  |                  |                 |               |                |               |               |
| 1995          | Rússia ¹       |               |                  |                  |                 |               |                |               |               |
| 1997          | Segona Divisió |               |                  |                  |                 |               |                |               |               |
| 2001          | Islàndia ¹     | Anglaterra    |                  |                  |                 |               |                |               |               |
| 2005          | Txèquia ¹      |               |                  |                  |                 |               |                |               |               |
| 2009          | Eslovàquia ¹   | Eslovènia     |                  | Països Baixos ¹  |                 |               |                |               |               |
| 2013          | Belarús ¹      | Islàndia      |                  |                  |                 |               |                |               |               |
| 2017          | Romania ¹      |               |                  |                  |                 |               |                |               |               |

¹ Fase de grups. Selecció eliminada mitjor possicionada en cas de classificació, o selecció classifica pitjor possicionada en cas d'eliminació.